# Derecho viejo
Derecho viejo es una película en blanco y negro de Argentina dirigida por Manuel Romero sobre el guion de Alfredo Ruanova que se estrenó el 4 de enero de 1951 y que tuvo como protagonistas a Juan José Míguez, Narciso Ibáñez Menta, Severo Fernández, Nélida Bilbao y Laura Hidalgo. La película está inspirada en la vida del compositor de tango Eduardo Arolas, apodado “el Tigre del bandoneón”.

## Sinopsis
Al triunfar como músico, Arolas pierde el cariño de su novia debido a una trampa urdida por una mujer que estaba interesada en él.

## Reparto
Intervinieron en el filme los siguientes intérpretes:
- Juan José Míguez ...Eduardo Arolas
- Narciso Ibáñez Menta ...Evaristo Carriego
- Severo Fernández
- Nélida Bilbao
- Laura Hidalgo
- Virginia de la Cruz
- Enrique Esbira
- Juan Bernardo
- Alfredo Distasio
- Polo de Coghlan
- Juan Alighieri
- Carlos Ferrari
- Osvaldo Cauchi
- Juan Latrónico
- Martín Resta
- Gloria Ferrandiz
- Juan José Porta
- Mario Faig
- Francisco Audenino
- Eduardo de Labar
- Rafael Diserio
- Carlos Belluci
- Eduardo González
- Paul Ellis
- Arturo Arcari

## Comentarios
Para Noticias Gráficas el filme es una:

”desvaída pintura de una época interesante.”

El Heraldo del Cinematografista por su parte opinó:

”Evoca más la vida triste que los tangos alegres de Eduardo Arolas…predomina un tono pesimista.”